# Női távolugrás a 2005. évi nyári európai ifjúsági olimpiai fesztiválon
A 2005. évi nyári európai ifjúsági olimpiai fesztiválon az atlétikai versenyszámokat Lignano Sabbiadoróban rendezték. A női távolugrás selejtezőjét július 4.-én, a döntőt pedig július 5.-én rendezték.

## Rekordok
A versenyt megelőzően a következő rekord volt érvényben:
| EYOF rekord | Marie-Veronique di Mazarin (Franciaország) - Valkenswaard, Hollandia, 1993-as EYOF | 6.27 |

## Selejtező
| H  | Név                 | Nemzet             | E    | Mj  |
| -- | ------------------- | ------------------ | ---- | --- |
| 1  | Clélia Reuse        | Svájc              | 6.03 | Q   |
| 2  | Petra Hrdlicková    | Csehország         | 5.94 | Q   |
| 3  | Nina Kokot          | Szlovénia          | 5.85 | Q   |
| 4  | Kaire Leibak        | Észtország         | 5.83 | Q   |
| 5  | Irina Gumenyuk      | Oroszország        | 5.71 | q   |
| 6  | Kelly Proper        | Írország           | 5.70 | q   |
| 7  | Joana Frias         | Portugália         | 5.65 | q   |
| 8  | Silvia Lepore       | Olaszország        | 5.64 | q   |
| 9  | Hannah Frankson     | Egyesült Királyság | 5.63 | q   |
| 10 | María Del Mar Jover | Spanyolország      | 5.61 | q   |
| 11 | Lyvie-Paola Laurent | Franciaország      | 5.60 | q   |
| 12 | Ina Ostojic         | Horvátország       | 5.58 | q   |
| 13 | Sanita Bogdanova    | Lettország         | 5.54 |     |
| 14 | Sofia Charitaki     | Görögország        | 5.37 |     |
| 15 | Brynja Finnsdóttir  | Izland             | 5.37 |     |
| 16 | Jolanta Verseckaite | Litvánia           | 5.36 |     |
| 17 | Haykanush Beklaryan | Örményország       | 5.34 |     |
| 18 | Mészáros Kitty      | Magyarország       | 5.32 |     |
| 19 | Leyla Pashayeva     | Azerbajdzsán       | 5.25 |     |
| 20 | Margarita Boncheva  | Bulgária           | 5.11 |     |
| 21 | Julia Ecker         | Ausztria           | 4.98 |     |
| 22 | Marina Jonoska      | Észak-Macedónia    | 4.91 |     |
| -  | Hanna Knyazheva     | Ukrajna            | -    | NM  |
| -  | Dajana Ritter       | Liechtenstein      | -    | DNS |

## Döntő
| H     | Név                 | Nemzet             | E    | Mj |
| ----- | ------------------- | ------------------ | ---- | -- |
| Arany | Kaire Leibak        | Észtország         | 6.40 | CR |
| Ezüst | Clélia Reuse        | Svájc              | 6.36 |    |
| Bronz | Nina Kokot          | Szlovénia          | 6.22 |    |
| 4     | María Del Mar Jover | Spanyolország      | 6.15 |    |
| 5     | Irina Gumenyuk      | Oroszország        | 6.10 |    |
| 6     | Kelly Proper        | Írország           | 6.01 |    |
| 7     | Petra Hrdlicková    | Csehország         | 5.99 |    |
| 8     | Silvia Lepore       | Olaszország        | 5.79 |    |
| 9     | Lyvie-Paola Laurent | Franciaország      | 5.72 |    |
| 9     | Hannah Frankson     | Egyesült Királyság | 5.72 |    |
| 11    | Ina Ostojic         | Horvátország       | 5.62 |    |
| 12    | Joana Frias         | Portugália         | 5.43 |    |